# Курянівський модринник
Куряні́вський модри́нник — ботанічна пам'ятка природи місцевого значення.

## Розташування
Зростає поблизу села Волиця Тернопільського району Тернопільської області, у кварталі 57 виділах 8, 9, 10, 11 Нараївського лісництва Бережанського державного лісомисливського господарства у лісовому урочищі «Нараївська дача».

## Пам'ятка
Оголошений об'єктом природно-заповідного фонду рішенням Тернопільської обласної ради від 21 серпня 2000 № 187.
Перебуває у віданні Тернопільського обласного управління лісового господарства. Площа — 10,3 га.
Під охороною — модринові насадження 1а бонітету віком 35 років, що має господарську, наукову та естетичну цінність.